# Chico Alvarez
Pour les articles homonymes, voir Alvarez.
Alfred Alvarez, dit Chico, est un trompettiste américain (Montréal, Canada, 3 février 1920 - Las Vegas, Nevada, 8 janvier 1992).

## Discographie
Enregistrements avec Kenton
- The Nango (1941)
- Peg O'My Heart (1946)
- Scotch And Water (1946)
- Cocktails For Two (1946)
- Laura (1947)
- Notices d'autorité :   - VIAF
  - ISNI
  - BnF (données)
  - LCCN
  - GND
  - Belgique
  - WorldCat